# Thuật hoài (Phạm Ngũ Lão)
Thuật hoài là một trong hai bài thơ còn lại của Phạm Ngũ Lão (1255-1320), một danh tướng nhà Trần trong lịch sử Việt Nam.

## Giới thiệu
Đây là bài thơ Đường luật (thất ngôn tứ tuyệt) viết bằng chữ Hán, không rõ thời điểm sáng tác, thể hiện "chí khí lập công giúp nước của tác giả".
- Nguyên văn chữ Hán

述懷  
橫槊江山恰幾秋，
三軍貔虎氣吞牛。
男兒未了功名債，
羞聽人間說武侯。
- Phiên âm Hán-Việt:

Thuật hoài
Hoành sóc giang sơn kháp kỷ thu,
Tam quân tì hổ khí thôn ngưu.
Nam nhi vị liễu công danh trái,
Tu thính nhân gian thuyết Vũ hầu.
- Dịch nghĩa:

Tỏ lòng
Cầm ngang ngọn giáo gìn giữ non sông đã mấy thu,
Ba quân như hổ báo, khí thế hùng dũng nuốt trôi trâu..
Thân nam nhi mà chưa trả xong nợ công danh,
Thì luống thẹn thùng khi nghe người đời kể chuyện Vũ hầu.
- Bản dịch tiếng Việt:

Thuật hoài
Múa giáo non sông trải mấy thu
Ba quân khí mạnh nuốt trôi trâu.
Công danh nam tử còn vương nợ,
Luống thẹn tai nghe chuyện Vũ Hầu .
Nhìn chung, đây là bài thơ "ngắn gọn, đạt đến độ súc tích cao, khắc họa được vẻ đẹp của con người có sức mạnh, có lý tưởng, có nhân cách cao cả cùng khí thế hào hùng của thời đại" .

## Ảnh hưởng
Theo nhà nghiên cứu Lê Chí Dũng, bài thơ "Đăng sơn" của Hồ Chí Minh có quan hệ liên văn bản (intertesctualité) với bài thơ "Thuật hoài" của Phạm Ngũ Lão ở câu thơ thứ 3 "Nghĩa binh tráng khí thôn ngưu đẩu" (tạm dịch "Quân ta khí mạnh nuốt Ngưu Đẩu").
Bài thơ được đưa vào chương trình SGK lớp 10 tập 1 với tựa đề "Tỏ lòng".